# Joseph-Benoît Suvée
Joseph-Benoît Suvée (Brujas, 1743-Roma 9 de febrero de 1807) fue un pintor y decorador de interiores flamenco fuertemente influido por el neoclasicismo francés. Como tal, fue émulo y rival de Jacques Louis David, quien profesaría una persistente aversión hacia él.

## Biografía
Hijo de Henri Martin Suvée and Marie-Jacqueline de Vriendt, fue bautizado en la iglesia de San Salvador de Brujas el 2 de enero de 1643. Se inició en el estudio de la pintura en la Academia municipal de Bellas Artes de su ciudad natal, donde tuvo como su primer maestro a Matthias de Visch. En 1763 se trasladó a París para proseguir sus estudios en la Académie, donde sería alumno de Jacques Bachelier.
En 1771 obtuvo el Premio de Roma, por un lienzo con el tema del Combate de Marte y Venus frente a Troya, lo que le permitió disfrutar de una pensión en la Academia de Francia en Roma, donde permaneció de 1772 a 1778. De regreso contrajo matrimonio en junio de 1780 en la parroquia de Saint-Germain-l'Auxerrois con Charlotte-Louise Rameau, pintora también ella e hija de Jean Rameau, platero y joyero, de quien Suvée hizo un retrato con sus útiles de trabajo conservado en el Museo Groeninge de Brujas. Establecido en París, fue admitido como miembro de la Académie y nombrado pintor del rey. Alojado en el Louvre abrió una escuela de dibujo para jóvenes con su esposa, en la que durante algún tiempo fueron admitidas también pintoras.
Nombrado en 1792 director de la Academia de Francia en Roma, no llegó a tomar posesión y lo reemplazó François-Guillaume Mágenot, dada la situación revolucionaria por la que atravesaba Francia, y denunciado por Jacques Louis David, fue encarcelado. En prisión retrató al poeta André Chénier, ejecutado en julio de 1794. Tras la caída y muerte de Maximilien Robespierre (julio de 1794) fue liberado y marchó a Brujas, donde residió hasta 1801, cuando finalmente tomó posesión del cargo de director de la Academia Francesa en Roma, con sede en la Villa Médici.
El número de sus alumnos en París y Roma es muy abundante, pudiéndose citar entre ellos a Jean-Baptiste Joseph Autrique (1777-1853), Augustin van den Berghe (1756-1836), Marie-Geneviève Bouliard (1763-1825), Cornelis Cels (1778-1859), Césarine Henriette Flore Davin (1774-1844), Joseph Ducq (1762-1829), Jean-Bernard Duvivier (1762-1837), Guillielmus Petrus Geysen (1761-1827), Albert Gregorius (1774-1853), Jean Frans Legillon (1739-1787), Constance Mayer (1775-1821), Jozef Karel De Meulemeester (1774–1836), Joseph Denis Odevaere (1775-1830), Gertrude de Pélichy (1743-1825), Pierre Joseph Petit (1768-1825), Ange René Ravault (1766–1845), Jacques-Albert Senave (1758-1823), Charles Spruyt (1769–1851), Philip van der Wal (1774–?) y François-Jacques Wynckelman (1762-1844). También Anna Barbara Bansi, con quien se dice que mantuvo una corta relación en Roma, habría sido su alumna.

## Obra
- Combate de Minerva contra Marte, 1771, Lille, palacio de Bellas artes.
- Autorretrato , 1771, Brujas, Groenigemuseum.
- La predicación de San Pablo, 1779, Los Ángeles, Los Angeles Country Museum of Art.
- La sagrada familia, 1785-1791, Bruselas, Museo real de bellas artes de Bélgica.
- La invención del dibujo, 1791, Brujas, Groenigemuseum.
- Retrato de Jean Rameau, (suegro del artista), 1793, Brujas, Groenigemuseum.
- Cornelia madre de Graco, 1795, Louvre.